# Kościół Świętych Apostołów Piotra i Pawła w Warszawie
Kościół Świętych Apostołów Piotra i Pawła w Warszawie – rzymskokatolicki kościół parafialny należący do parafii pod tym samym wezwaniem (dekanat ursynowski archidiecezji warszawskiej). Znajduje się w warszawskiej dzielnicy Ursynów, na osiedlu Pyry.

## Opis
Budowa fundamentu została rozpoczęta w dniu 9 listopada 1946 roku. Zostały złożone pod nim trzy przedwojenne srebrne monety (dwie pięciozłotówki i dziesięciozłotowa z wizerunkiem marszałka Józefa Piłsudskiego). Kamień węgielny został poświęcony przez księdza biskupa Wacława Majewskiego, w uroczystość Świętych Apostołów Piotra i Pawła, dnia 29 czerwca 1947 roku. Akt erekcyjny, zamknięty w mosiężnej łusce pocisku armatniego z II wojny światowej, został zamurowany w filarze z prawej strony koło prezbiterium. W 1951 roku władze komunistyczne — bez podania przyczyny — nakazały przerwać budowę. Pomimo to kościół był dalej wznoszony.

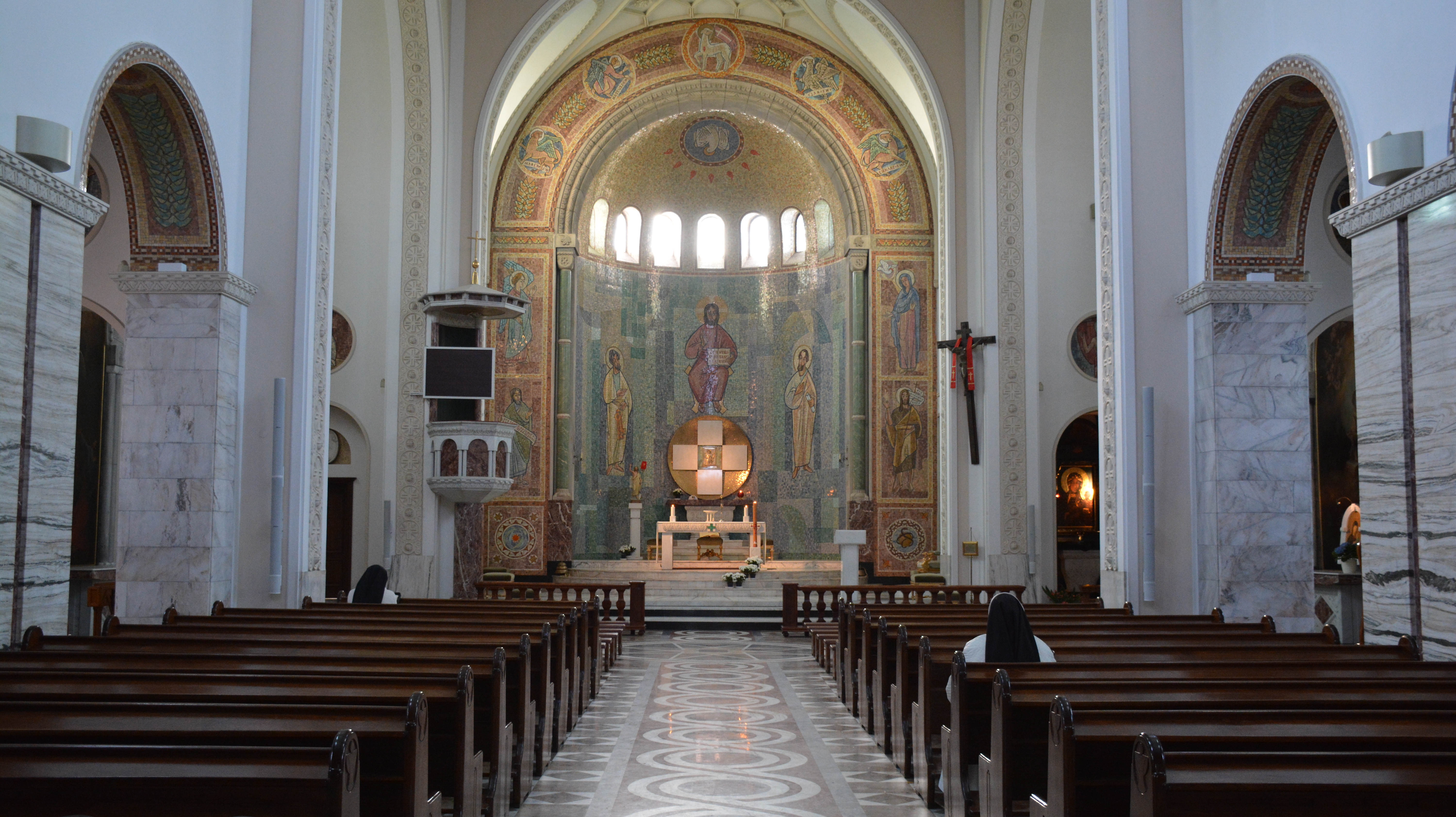
Wnętrze świątyni

Dla upamiętnienia budowania obiektu sakralnego w okresie Tysiąclecia Chrztu Polski, w ścianie frontowej został wyrzeźbiony napis: „966 — 1966 Wierni Bogu, Krzyżowi i Ewangelii, Kościołowi Świętemu i Jego Pasterzom” oraz nazwy miejscowości i nazwiska parafian najbardziej zasłużonych w dziele budowy kościoła.
Tragiczne wydarzenia grudnia 1970 stały się impulsem do podjęcia budowy wieży-dzwonnicy. Ta zaprojektowana wcześniej część nie mogła być zrealizowana ze względu na kolejny zakaz władz komunistycznych. Jej budowa, zakończona w dniu 2 lipca 1971 roku, trwała zaledwie 2 miesiące. W dniu 14 lipca tego samego roku na szczycie wieży został umieszczony na złocistej kuli zwycięski Krzyż Chrystusa.
Dzwony noszące imiona „Piotr i Paweł”, „Stefan”, oraz „Henryk” konsekrował 1 kwietnia 1973 roku ksiądz biskup Jerzy Modzelewski. Świątynia została konsekrowana 14 września 1973 roku przez prymasa Polski Stefana kardynała Wyszyńskiego. W czasie tej uroczystości na płycie ołtarza głównego zostały zamurowane relikwie Męczenników: św. Agnieszki i św. Grzegorza oraz zostało wyrzeźbionych 5 krzyży.
Kościół w stylu neoromańskim — o charakterze włoskim — został zaprojektowany przez profesora inżyniera architekta Antoniego Jawornickiego, z którym współpracował inżynier Stanisław Credo, natomiast wnętrze zaprojektował — architekt Czesław Sosnowski.